# ニコラオス・カヴァシラス
ニコラオス・カヴァシラス（ギリシア語: Νικόλαος Καβάσιλας, 英語: Nicholas Cabasilas, 1319/23年頃 テッサロニキ - 1391年より後）はビザンティン帝国における神秘主義者であり神学著作家。「カヴァシラス」は現代ギリシャ語からの転写であり、古典ギリシャ語表記の再建音からはニコラオス・カバシラスと転写し得る。
カヴァシラスは正教会において聖人とされている。記憶日は6月20日。

## 生涯
テッサロニケ大主教だったネイロス・カバシラスの甥。ニコラオスはこの叔父としばしば混同されたが、ニコラオス自身は聖職者だったことはないと見られる。彼が司祭や修道士となったという記録はない。
カバシラスは東ローマ帝国皇帝ヨアンネス6世カンタクゼノス（在位1347-1354）の友人、そして外交官として働いた。同時代の証言と彼の書簡の分析から、カバシラスは、当時の社会革命の混乱時にあって社会倫理を追求し続けた人文主義者であり、テッサロニケにおける文化的・政治的そして霊的なビザンティン遺産の擁護者であったことが窺い知れる。1354年に皇帝ヨアンネスが退位して修道生活に入った後、カバシラス自身も政治外交の舞台から姿を消している。
ヘシュカズムを巡る議論においては、アトス山の修道士側に立ち、グレゴリオス・パラマスの側に立った。

## 著作
主要な著作は、『ハリストス（キリスト）に在っての生命について』（ギリシア語: Περὶ τῆς ἐν Χριστῷ ζωῆς）であり、この中でカヴァシラスは洗礼機密、傅膏機密、聖体機密という三つの重要な機密によって、ハリストスとの合一がもたらされるとする原則を述べている。彼はまた様々なテーマについての説教を書いており、その中には高利貸しに反対するものも含まれている。
他にカヴァシラスの主要な著作として『聖体礼儀の註解』がある。これらの著作は正教会の機密的・奉神礼的生活についての深い理解を示しており、東方教会および西方教会両方におけるこんにちのキリスト教の礼拝に対して、理解しやすくかつ啓蒙的なものとなっている。
- Cabasilas, N. Commentary on the Divine Liturgy. 14th Cent. Translated by J.M. Hussey and P.A. McNulty. St. Vladimir's Seminary Press, 1960. ISBN 0-913836-37-0
- Cabasilas, N. The Life in Christ. St. Vladimir's Seminary Press, 1974. ISBN 0-913836-12-5